# Le Tholonet
Le Tholonet is een gemeente in het Franse departement Bouches-du-Rhône (regio Provence-Alpes-Côte d'Azur). De plaats maakt deel uit van het arrondissement Aix-en-Provence. Le Tholonet telde op 1 januari 2022 2.370 inwoners.

## Geografie
De oppervlakte van Le Tholonet bedroeg op 1 januari 2022 10,82 vierkante kilometer; de bevolkingsdichtheid was toen 219 inwoners per km².
De onderstaande kaart toont de ligging van Le Tholonet met de belangrijkste infrastructuur en aangrenzende gemeenten.

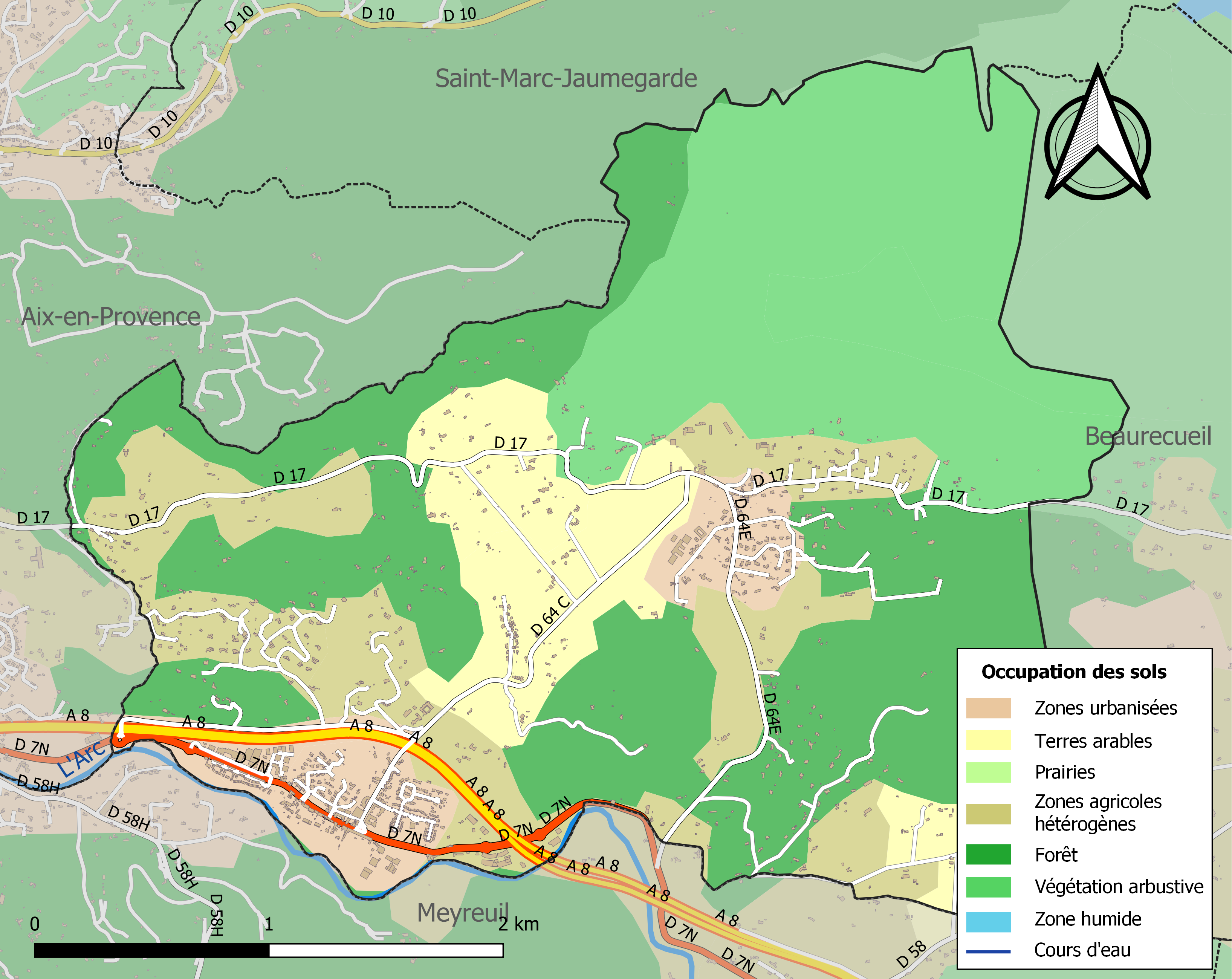

## Demografie
Onderstaande figuur toont het verloop van het inwonertal (bron: INSEE-tellingen).
Vanwege een beveiligingsprobleem met de MediaWiki Graph-software is het momenteel niet mogelijk deze grafiek weer te geven. Zodra de software is bijgewerkt zal de grafiek vanzelf weer zichtbaar worden.

## Geboren
- René David (1906-1990), Frans rechtsgeleerde